# Pier Christiaanbrug
De Pier Christiaanbrug (kort: PC-Brug) uit 1958 is een ophaalbrug in Friesland en verbindt de dorpen Echtenerbrug en Delfstrahuizen in de gemeente De Friese Meren. De brug voert de N924 over het in de zomer bijzonder drukke recreatievaarwater Pier Christiaansloot. De brug wordt bediend door de gemeente De Friese Meren en er is bruggeld per watervaartuig dat doorgang verzoekt verschuldigd.